# Sockenplan (tunnelbanestation)
Sockenplan är en station inom Stockholms tunnelbana, belägen i stadsdelen Enskedefältet i Söderort inom Stockholms kommun längs den Gröna linjen. Den ligger vid Sockenvägen/Sockenplan mellan Enskedevägen och Enskedefältets skola. Avståndet från station Slussen är 4,6 kilometer. När man kommer upp från utgången går tågen till höger mot Hässelby strand och tågen till vänster mot Hagsätra.

## Historik
Stationen öppnades den 9 september 1951. Den består av en plattform utomhus med entré i den norra änden från Sockenplan. Redan från 1930 drogs spårvägen Örbybanan förbi och hade hållplats här, kallad Enskedefältet. Tunnelbanesträckan mellan Globens station och Stureby station följer den gamla spårvägslinjen. Konstnärlig utsmyckning; Dårarnas båt av Sture Collin, 1990.

## Framtid
Från cirka 2030 kommer stationen att ligga på Blå linjen istället för på Gröna. Det gäller alla stationer från Sockenplan till Hagsätra. Blå linjens nya sträckning kommer upp ur tunnel strax norr om Sockenplan och ansluter till befintlig station. Gröna linjens befintliga sträckning Gullmarsplan - Globen - Enskede gård - Sockenplan kommer att avvecklas. Stationen närmast norr om Sockenplan kommer att vara Slakthusområdet

## Bilder

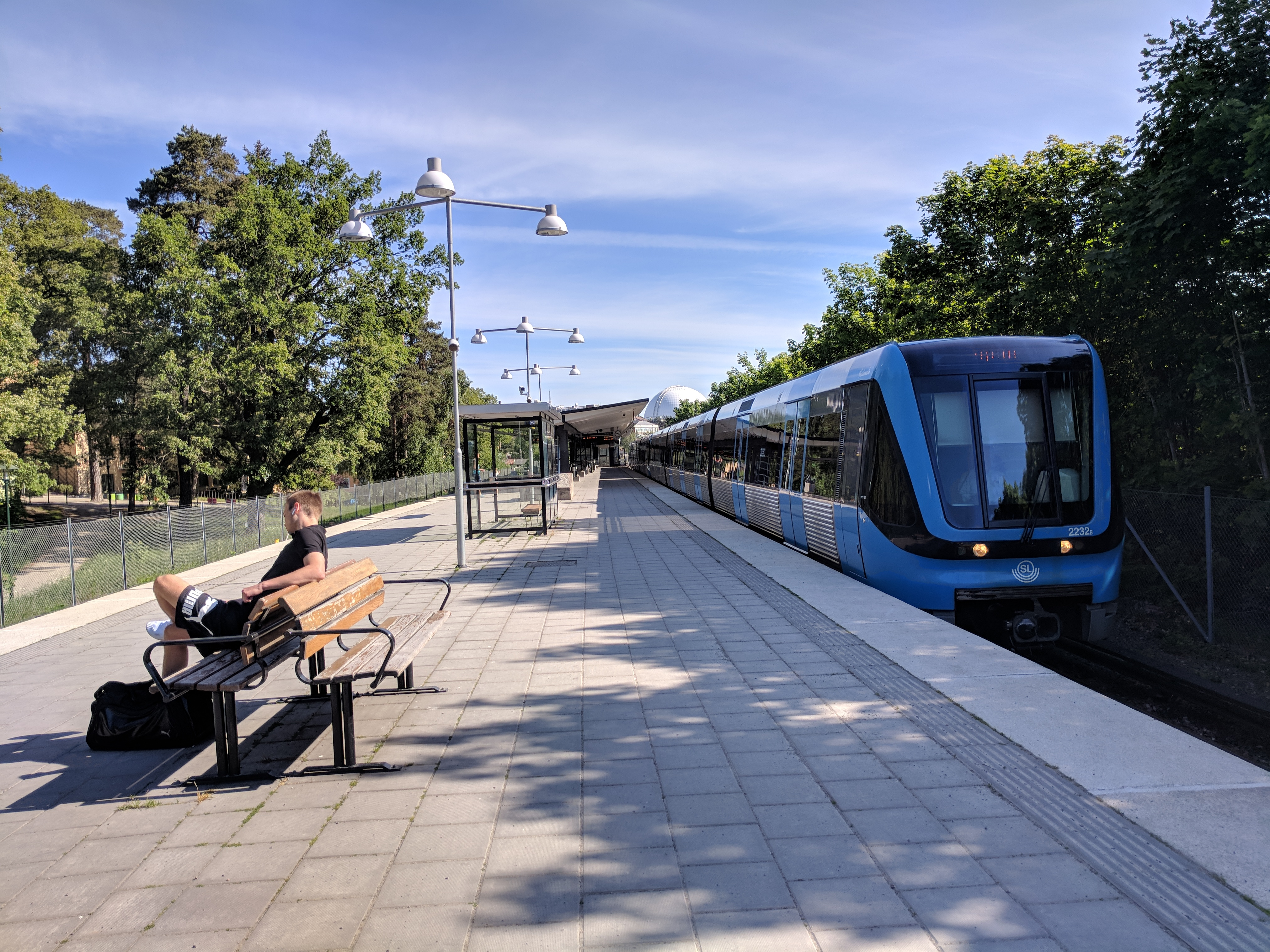
Plattformen, maj 2018.
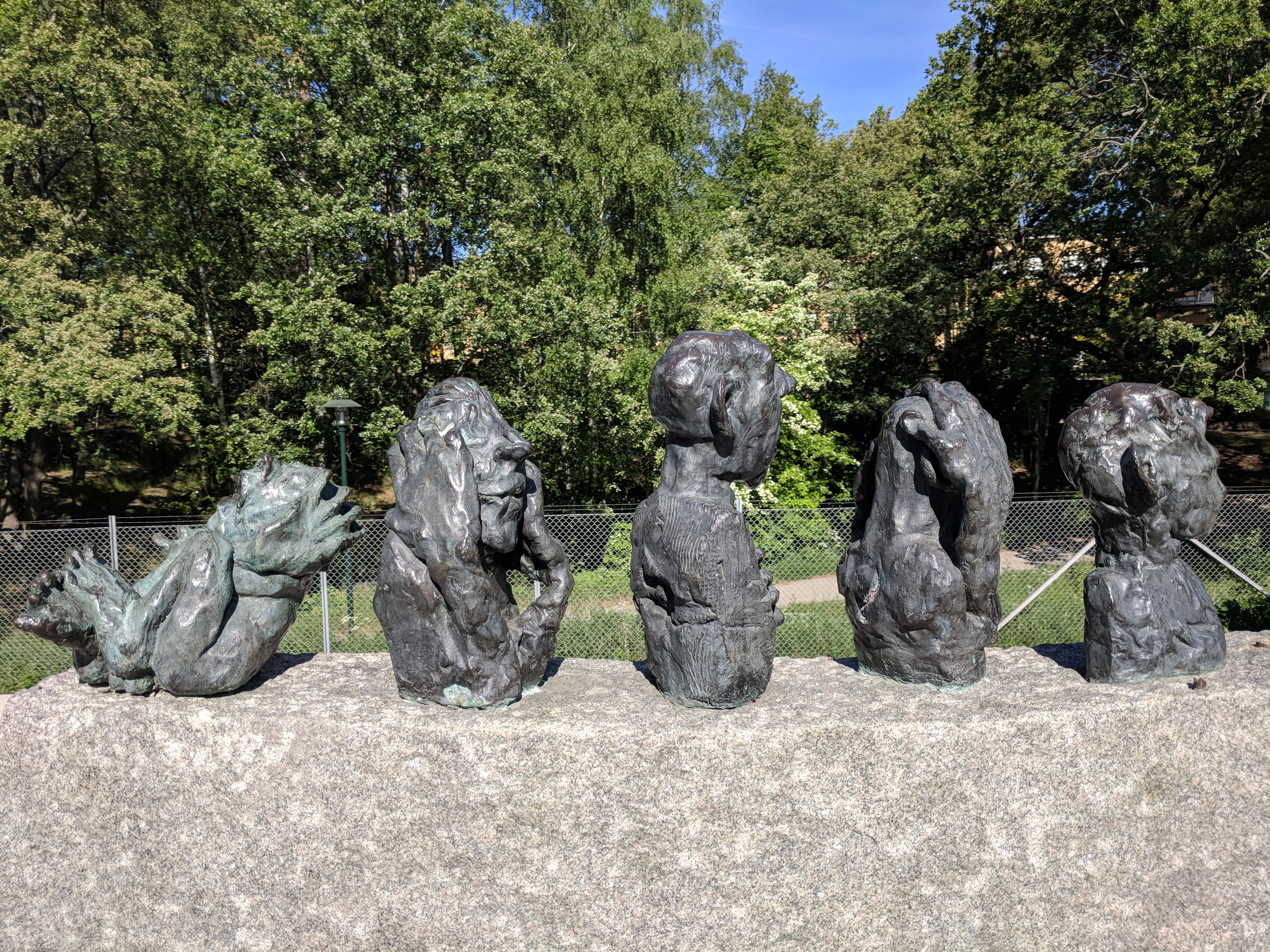
Konstverket Dårarnas båt.
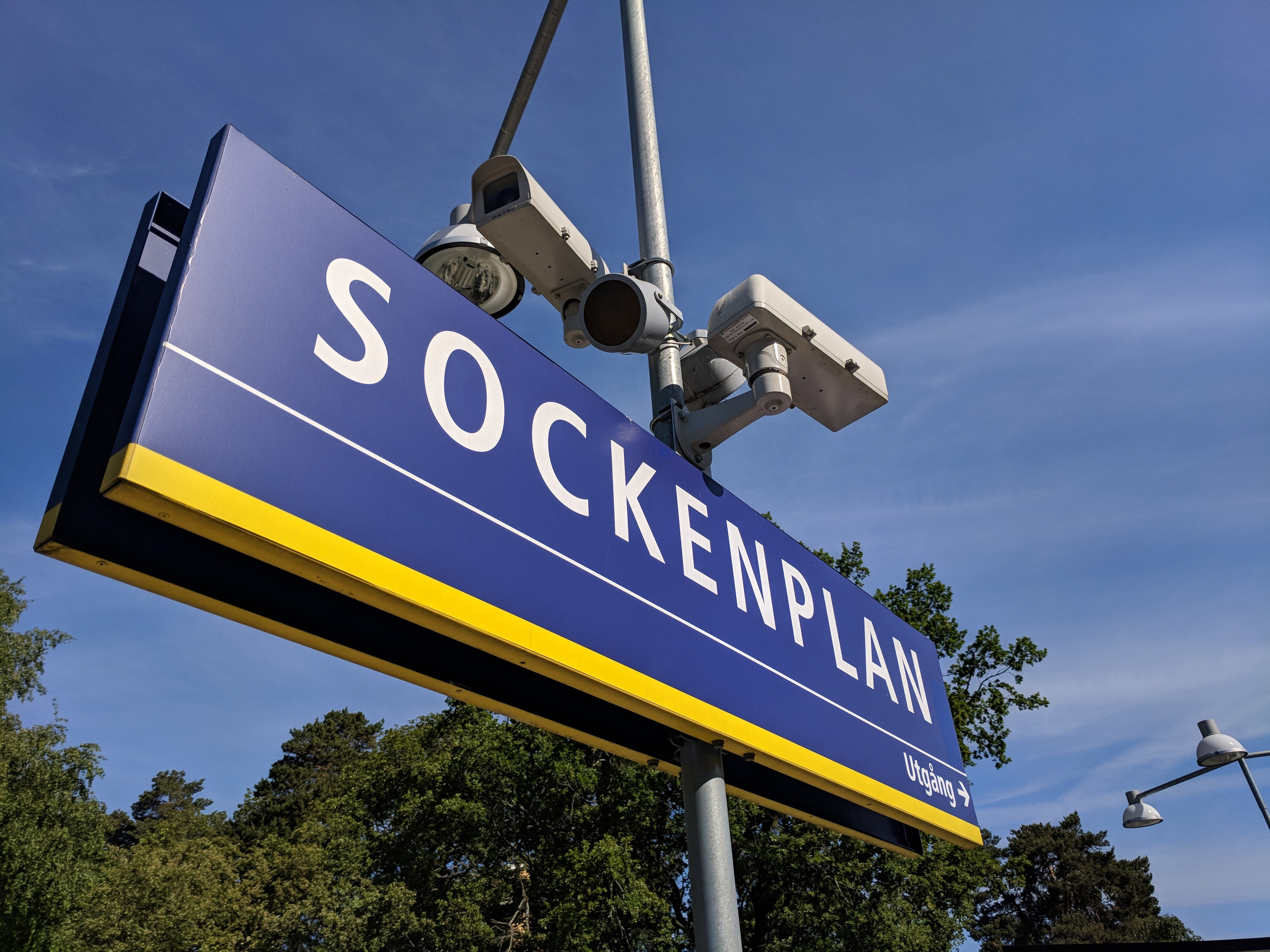
Stationsskylt
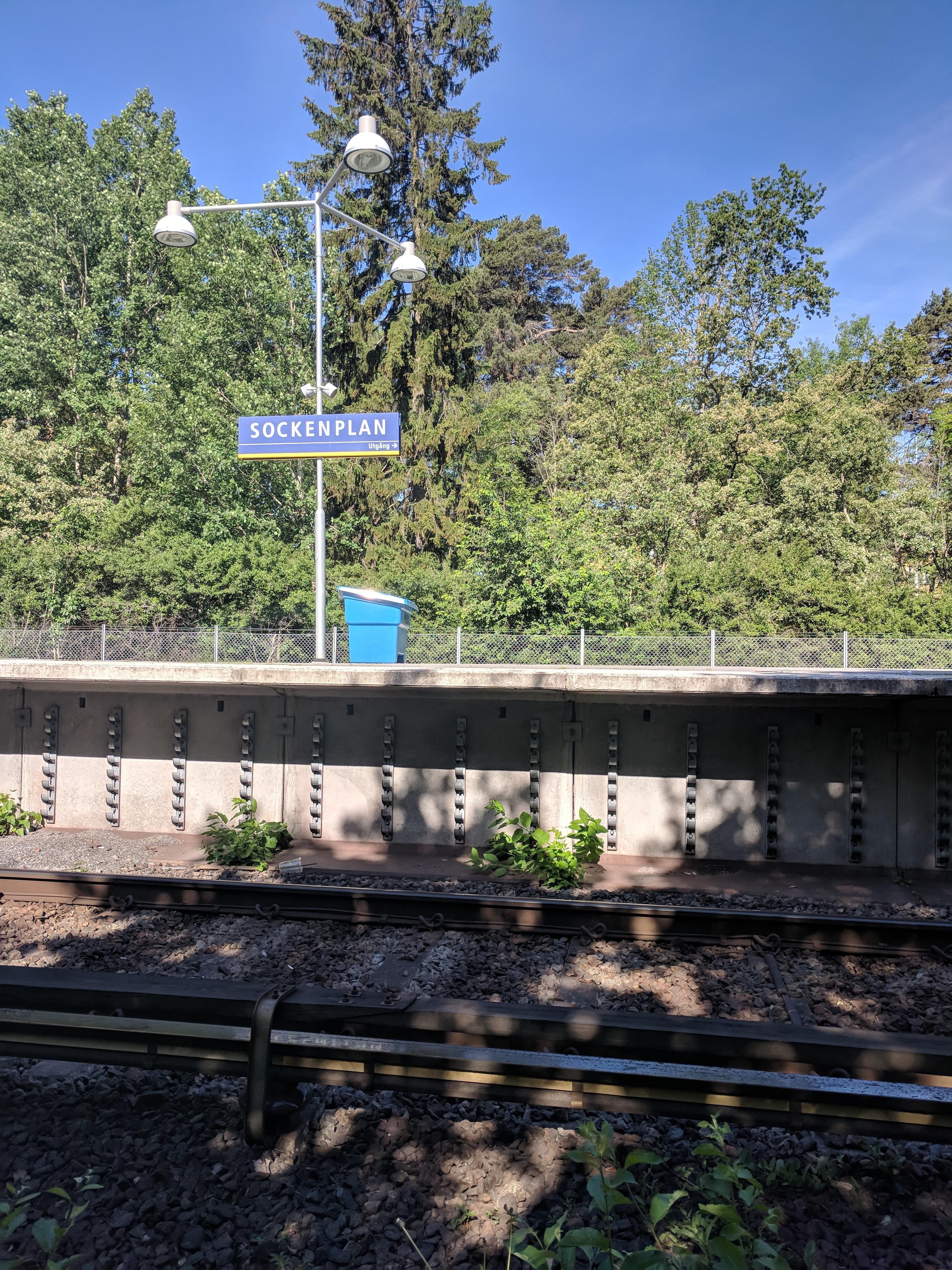
Stationen
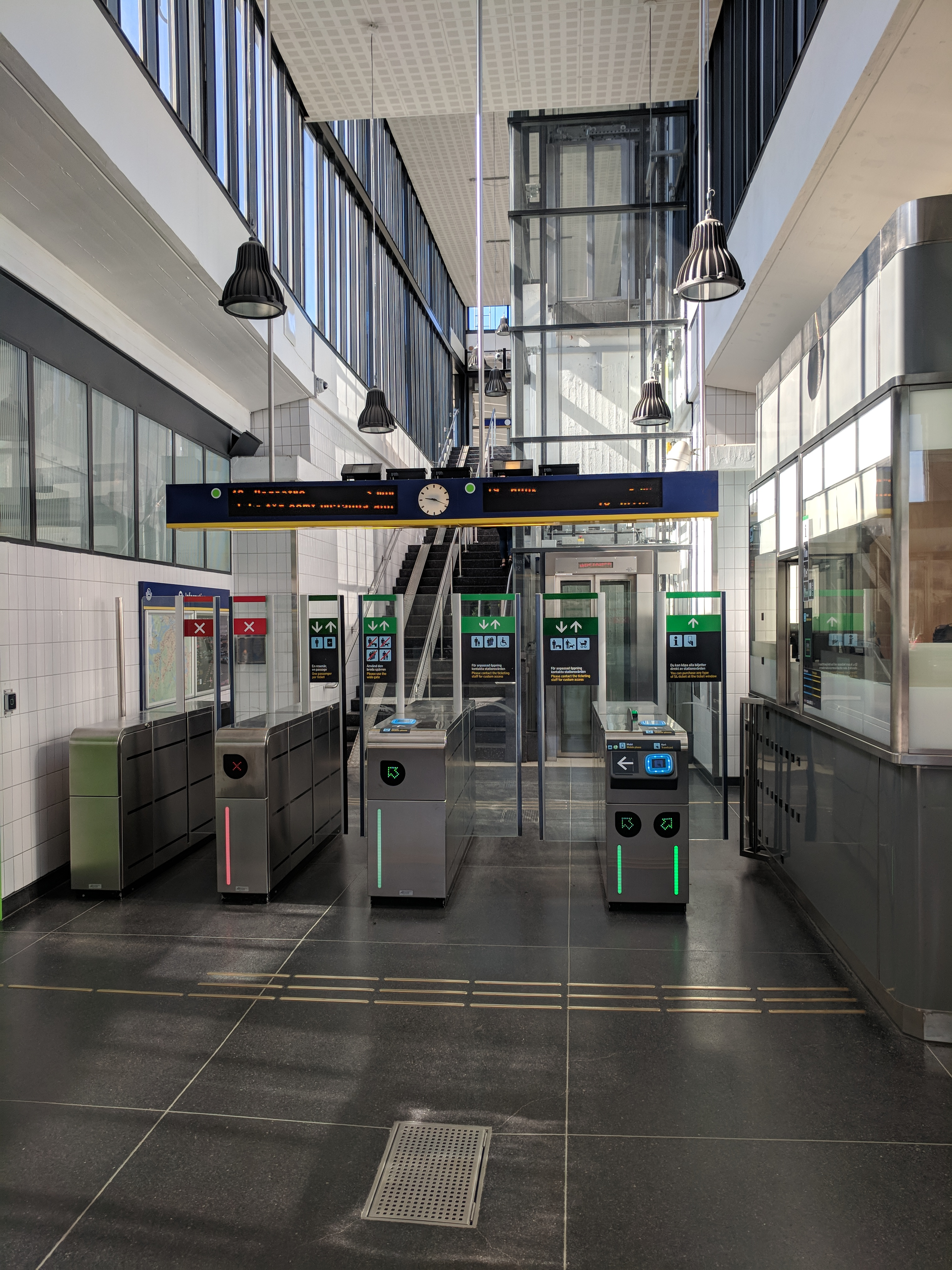
Biljetthallen